# Парижской Коммуны (Казань)
Парижской Коммуны, посёлок Парижской Коммуны (тат. Париж Коммунасы бистәсе, Parij Kommunası bistäse) — барачный посёлок в западной части современного Московского района.

## География
Посёлок располагался в северной части квартала № 47 современного Московского района. Границами посёлка являлись: на юге — Бакалейная улица, на северо-западе и севере — улица Восстания (9-я Союзная), на западе — Окольная улица (слобода Восстания).

## История
Возник в середине 1930-х годов как посёлок строителей фабрики киноплёнки на северо-западной окраине слободы Восстания. Посёлок, первоначально имевший название 3-й жилой посёлок Киноплёнки, был переименован к 1939 году. К 1939 году состоял из 9 бараков, которые имели свою внутреннюю нумерацию, не относясь ни к одной из улиц; ко второй половине 1950-х годов часть бараков получила адресацию по Бакалейной улице. В конце 1950-х годов на месте части бараков фабрикой № 8 были построены несколько малоэтажных кирпичных домов, а ко второй половине 1970-х все бараки были снесены; сам посёлок продолжал упоминаться в справочниках до 1990-х годов.
С момента возникновения административно входил в Ленинский район Казани; в 1973 году территория посёлка отошла ко вновь созданному Московскому району.

## Социальная инфраструктура
В посёлке имелись детские ясли № 39 и детский сад № 105 (бараки № 18 и 6 соответственно; существовали в разное время) и клуб химзавода имени Куйбышева (позднее — дом культуры ПО «Тасма», Окольная, 11; снесён). В разное время обслуживался почтовыми отделениями № 35 и 95.

## Транспорт
На 1970-е годы ближайшей остановкой общественного транспорта являлась остановка «завод имени Куйбышева» (позднее — «Тасма»), на которой останавливались встречно-кольцевые троллейбусные маршруты № 4а и 4б и останавливался автобус № 12. В 1940-х — начале 1950-х в районе посёлка находилась конечная остановка трамвайного маршрута № 10.